# Calgary Cowboys
Die Calgary Cowboys waren ein Eishockeyteam aus Calgary, Alberta, das von 1975 bis 1977 in der nordamerikanischen World Hockey Association (WHA) aktiv war. Das Franchise war ursprünglich 1972 als Miami Screaming Eagles gegründet worden, spielte dort aber nie. Nach einem Jahr in Philadelphia zog das Team 1973 nach Vancouver und spielte dort zwei Jahre als Vancouver Blazers.

## Geschichte
Nachdem in Vancouver die Zuschauerzahlen auf 8.000 zurückgegangen waren, entschied sich der Besitzer Jim Pattison, das Team nach zur Saison 1975/76 nach Calgary umzusiedeln. Der neue Name für das Team, das im Calgary Corral spielte, war Calgary Cowboys in Anlehnung an die alljährlich stattfindende Rodeo-Show. Das Stadion bot nur etwa 8.700 Zuschauern Platz.
Im ersten Jahr konnten die Cowboys angeführt von Topscorer Danny Lawson, der schon seit der Zeit in Philadelphia beim Team war, die Playoffs erreichen und kamen dort sogar in die zweite Runde. Die Zuschauerzahl blieb jedoch knapp unter 5.000. Die Saison 1976/77 wurde zu einer großen Enttäuschung. Zuhause waren die Cowboys stark, in fremden Stadien gelang es ihnen aber kaum zu überzeugen. Beim schwächsten Team der Saison, den Phoenix Roadrunners, gewann man alle drei Spiele von den restlichen Spielen in fremden Stadien wurden aber nur zwei weitere gewonnen. Gegen Ende der Saison hatte man dann auch noch Danny Lawson abgegeben. Nur vier Punkte fehlten zur Playoff-Teilnahme aber die Zukunft war massiv gefährdet. Einen Umzug nach Ottawa, wo schon zwei frühere Teams gescheitert waren, lehnte die Liga ab. Nun setzte man eine Marke für Dauerkarten, die man erreichen wollte, um den Spielbetrieb fortzusetzen. Als diese bis Ende Mai 1977 nicht erreicht war, wurde das Team aufgelöst.